# Villa Germania (Kronberg i. Ts.)

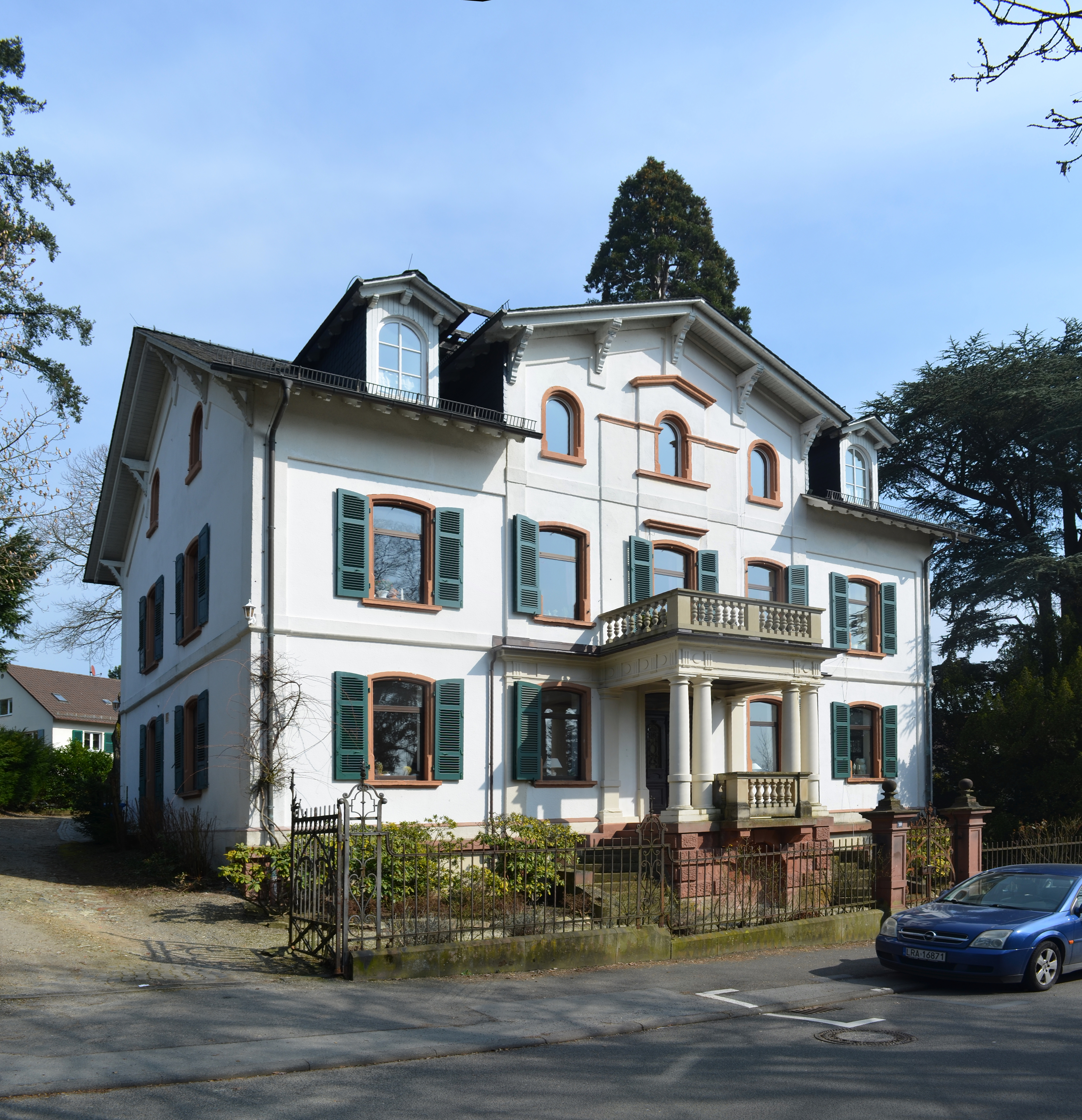
Straßenfassade (2015)

Die Villa Germania ist ein Ende des 19. Jahrhunderts erbautes spätklassizistisches Villengebäude an der Königsteiner Straße 10 in Kronberg im Taunus. Sie ist als „Kulturdenkmal aus künstlerischen Gründen“ in die Denkmalliste des Landes Hessen eingetragen. In Zweitnutzung früher von einer wichtigen Industriellenpersönlichkeit bewohnt, gehört die Villa Germania seit 2014 zur „Route der Industriekultur Rhein-Main“. Die angegliederte, ehemals bedeutende Parkanlage existiert nicht mehr; an ihrer Stelle erstreckt sich heute ein Wohngebiet.

## Entstehung
Die denkmalgeschützte Villa wurde in den Jahren 1894/95 als Privatwohnhaus des Frankfurter Bankiers und späteren Kronberger Bürgermeisters Friedrich Wilhelm Heinrich Schulte (1868–1933) nach einem Entwurf des Wiesbadener Architekten Wilhelm Christian Bogler (1825–1906) im spätklassizistisch-italienisierenden Stil errichtet. Als Grundstück hatte Schulte einen mehr als 4 ha großen natürlichen Mischhain vor den Toren der Altstadt unweit der Kronberger Burg zwischen der Landstraße nach Königstein und dem Winkelbachtal erworben. Das weitläufige Areal ließ er unter Beibehalt markanter alter Baumsolitäre teilweise roden und hälftig als englischen Park anlegen. Die andere Hälfte verblieb bei bestandsregulierender Jagd landschaftlich weitgehend naturbelassen.

## Architektur und Ensemblestruktur
Das historistische Bauwerk, das der Bauherr bereits zu Beginn der Bauplanung „Villa Germania“ nannte, ist klar geschnitten und horizontal durch eine fünfachsige Front gegliedert. Der mittig akzentuierte, rechteckig durchfensterte Baukörper weist ein Satteldach auf. Der über eine beidseitig geschwungene Freitreppe zu erreichende ehemalige Haupteingang ist mit einem dorischen Säulenportikus mit aufruhendem Balkon und einem drei der insgesamt fünf Fensterachsen umspannendem, rundbogig durchfenstertem Zwerchhaus um- und überbaut. Die Rückseite der Villa, deren früherer Dienstboteneingang jetzt als Haupteingang genutzt wird, ist ebenfalls von einem Zwerchhaus überlagert.
Für den Betrieb der Villa wurden nahe bei dieser kleinere, architektonisch funktional gehaltene Remisen-, Stall-, Personal- und Wirtschaftsgebäude geschaffen, von denen heute nur noch ein ehemaliges Waschküchenhaus erhalten ist.
Eine im ehemaligen Hain und späteren Park gelegene traditionsreiche, u. a. von Johann Wolfgang von Goethe mehrfach besuchte und von Anton Burger im Gemälde dargestellte Apfelweinschänke aus dem 16. Jahrhundert ließ Schulte, der sich für das von Karl Friedrich Schinkel (1781–1841) entwickelte Konzept der Denkmalpflege begeisterte, sorgsam renovieren und als Originalexponat bewusst in den Park integrieren. Mit zusätzlich neu errichteten Gärtner- und Jagdhäuschen, einem Teepavillon, einer Freiluftkegelbahn und einer stilisierten Einsiedelei (später „Haus Abendfriede“ genannt) wurde das Gesamtensemble komplettiert. Selbst für die saturierten Verhältnisse der damals ganz neu entstehenden Millionärs-Kolonie Kronbergs stellte der private Park der Villa Germania ein außerordentliches Gartenkunstwerk dar.

## Spätere Nutzungen
1920 verkaufte Schulte sein gesamtes Anwesen an Erwin Kleyer (1888–1975), den kaufmännischen Direktor und Exportdirektor der von Frankfurt a. M. aus geführten „Adlerwerke vorm. Heinrich Kleyer AG“, bis zum Ende des Zweiten Weltkriegs einer der wichtigsten deutschen Automobilhersteller. Erwin Kleyer, der Sohn des Firmengründers, fuhr Auto- und Motorradrennen und galt als kunstsinniger Mäzen.
Kleyer kaufte zu dem Anwesen ein historisches verfallenes Gartenhaus hinzu, das am Rand des alten Eibenhains des Kronberger Burgareals lag und der Familie des Frankfurter Zinngießers und Ratsherren Hermann Jacob Goethe (1697–1761), Onkel des Dichters, gehörte. Kleyer ließ die Ruine des im Kronberger Volksmund „Goethehaus“ genannten Gartenhauses 1921 abtragen und auf dessen Fundamenten eine weitere Unterkunft für seine Gäste errichten. Nach Fertigstellung wurde eine Etage des Goethehauses für einige Jahre von dem expressionistischen Maler Robert Kleyer, (1891–1979), einem Cousin Erwin Kleyers, bewohnt. Über die Kontakte Roberts war in dieser Zeit auch der Maler Max Beckmann (1884–1950) mehrfach in der Villa Germania zu Gast.
Die ehemalige Remise in der Gartenstraße funktionierte Erwin Kleyer zur Garage um, wo er einige der von ihm mitentwickelten ersten Adler-Motorräder ebenso wie mehrere selbst gefahrenen Adler-PKWs unterbrachte, darunter zwei Sonderanfertigungen von Adler-Diplomat-Cabriolets sowie für kurze Zeit auch die berühmte aerodynamische Adler-Sport-Limousine.
Ab Mitte der 1930er Jahre verlagerten Kleyer und dessen Ehefrau, die Kinderbuchautorin Berthel („Bert“) Kleyer, auch ihren privaten Lebensmittelpunkt zunehmend nach Frankfurt a. M. 1938 ließ Erwin Kleyer mehr als die Hälfte seines Kronberger Parks als Baugrundstücke parzellieren und veräußerte diese. Die Villa mit restlichem Park sowie Nebengebäuden verkaufte er an die Unternehmenserbin Marget von Frieling geb. Frey (1892–1990) und behielt für sich und seine Frau lediglich ein lebenslanges Wohnrecht für die Dachgeschosswohnung. Das Goethehaus verkaufte Kleyer an Gertrud Burkhard geb. Goethe (1913–1995) und damit letztlich wieder an die Ursprungsfamilie zurück, auch wenn Gertrud Goethe nur eine weit entfernte Nachfahrin war.
1975 schenkte Margret von Frieling Villa und Park dem ihr nahe stehenden Frankfurter Börsenmakler Heinrich „Henny“ Manigold (1940–1985), nach dessen Privatinsolvenz 1985 sein gesamtes Vermögen inklusive der Villa Germania in die Insolvenzmasse einfloss. Auch der verbliebene Park wurde nun gänzlich in Bauland umgewidmet, parzelliert und an diverse Bauherren verkauft. Die historische Schänke, deren Unterschutzstellung verabsäumt worden war, wurde ebenso wie die anderen Blickfang- und Pavillongebäude des Parks abgerissen. Heute erinnert – mit Ausnahme zweier (auf Privatgrund befindlicher) mehrhundertjähriger Baumsolitäre – nichts mehr an die einst herausragende Landschaftsgartenanlage.
Seit 1985 ist die Villa Germania weiter in Privatbesitz und nicht öffentlich zugänglich. Das ehemals zum Anwesen gehörende Goethehaus wurde nach dem Tod der letzten Goethe-Eigentümerin ebenfalls an privat veräußert.